# Pfarrkirche Waldbach

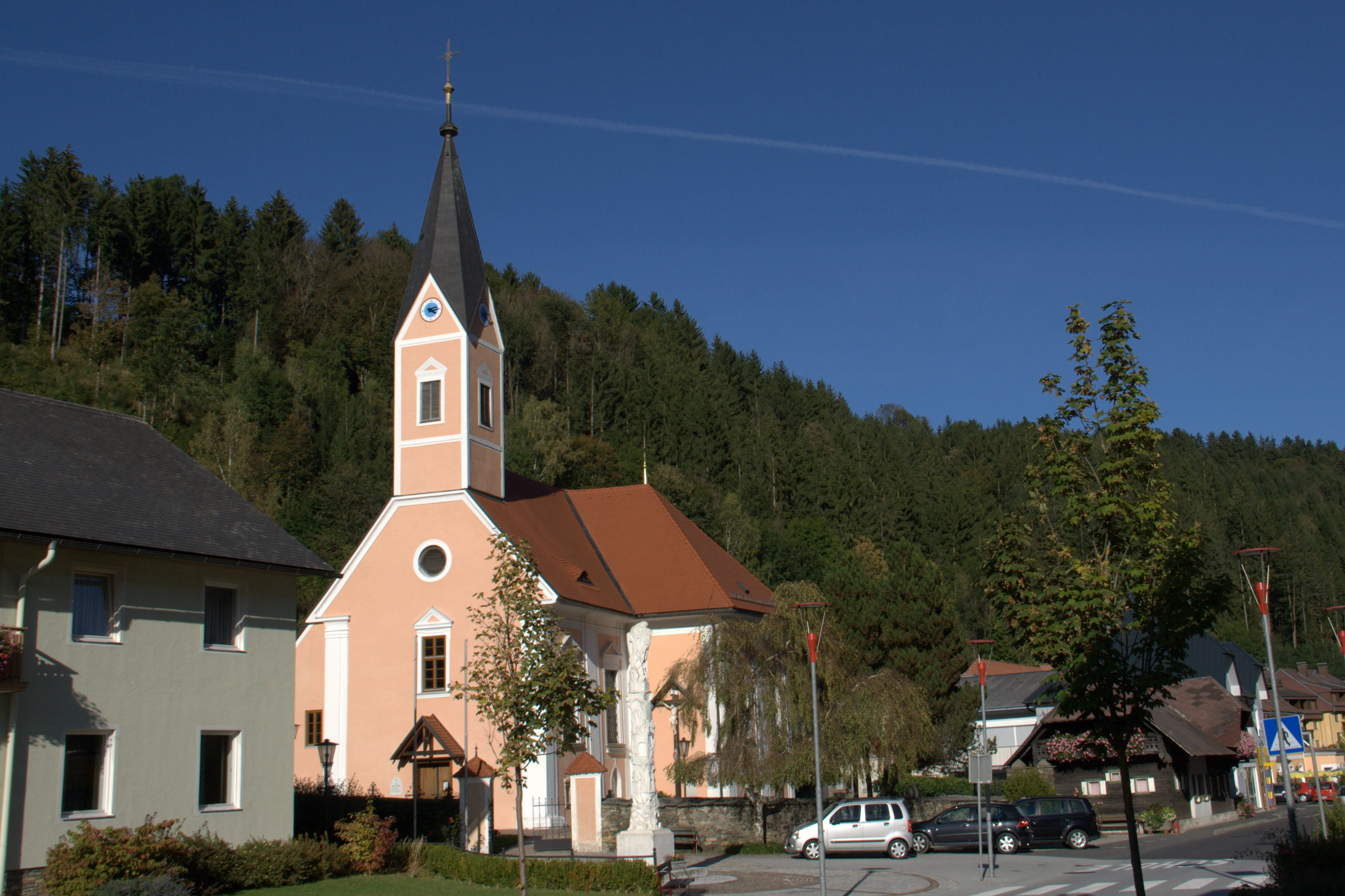
Katholische Pfarrkirche hl. Georg in Waldbach

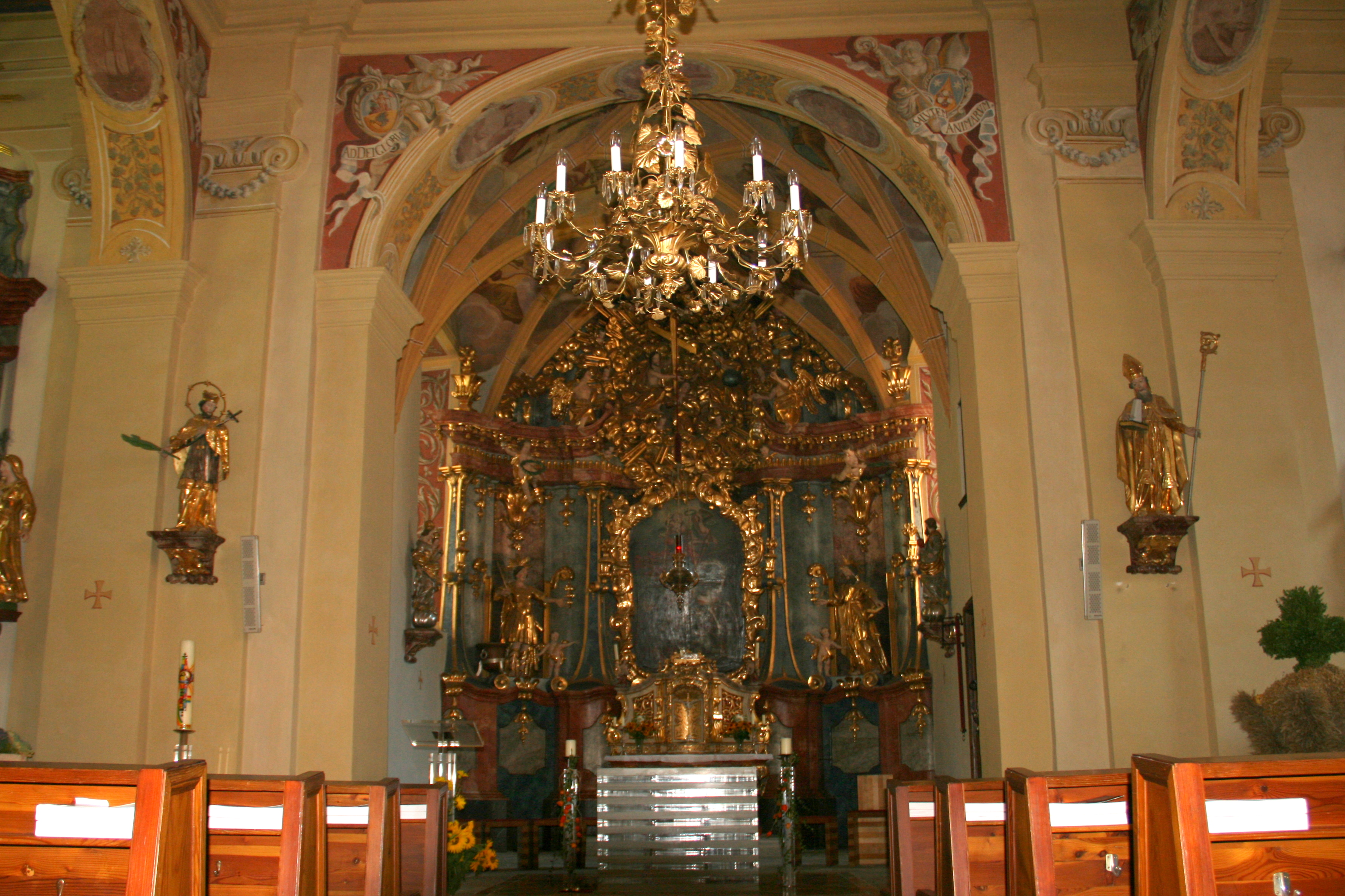
Im Langhaus zum Chor

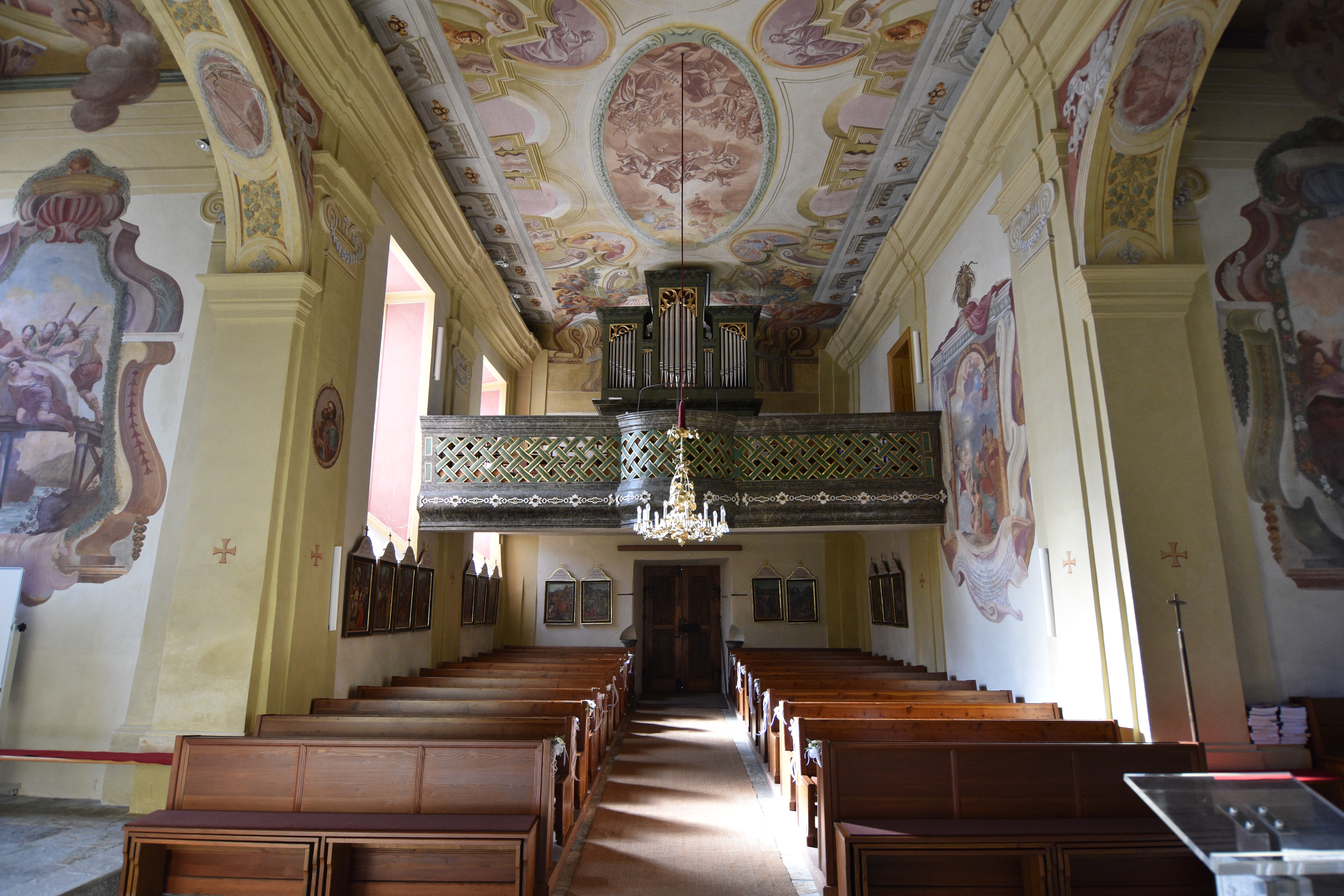
Im Langhaus zur Orgelempore

Die Pfarrkirche Waldbach steht im Dorf Waldbach in der Gemeinde Waldbach-Mönichwald im Bezirk Hartberg-Fürstenfeld in der Steiermark. Die dem heiligen Georg geweihte Pfarrkirche – dem Stift Vorau inkorporiert – gehört zum Dekanat Vorau der Diözese Graz-Seckau. Die Kirche und die Kirchhofmauer mit einer Nischenkapelle stehen unter Denkmalschutz (Listeneintrag).

## Geschichte
Urkundlich wurde 1464 eine Kirche genannt. Die Kirche wurde 1688 und 1701 umgebaut und erweitert und wurde daraufhin zur Pfarrkirche erhoben. Die Kirche wurde von 1961 bis 1963 innen restauriert.

## Architektur
Der zweijochige gotische Chor mit einem Dreiachtelschluss und Zweiparallelrippengewölben entstand in der zweiten Hälfte des 15. Jahrhunderts gemeinsam mit der nördlich angebauten Kreuzkapelle. Das saalartige dreijochige Langhaus unter einer Flachdecke hat ausgehend vom dritten Joch zwei Seitenarme. Die weitausragende hölzerne Orgelempore nennt die Jahresangabe 1815. Der Turm entstand 1873.
Die Kirche hat einen reichen Schmuck mit Fresken, welche zu den Seitenkapellen dem Maler Karl Ritsch zugeschrieben wurde.

## Ausstattung
Der bemerkenswerte Hochaltar zeigt das Hochaltarbild hl. Georg aus dem ersten Viertel des 18. Jahrhunderts, 1960 restauriert. Zeitgleich entstanden die zwei Seitenaltäre, der linke Seitenaltar trägt eine Marienstatue um 1470, der rechte Seitenaltar ist ein Kreuzaltar mit einem bemerkenswerten Tabernakel.
Der Taufstein ist spätgotisch.
Die Orgel baute 1865 Friedrich Werner.